# Земдега, Мара
Мара Земдега (латыш. Māra Zemdega, род. 1 января 1940) — советская и латвийская актриса. Заслуженная артистка Латвийской ССР (1973).

## Биография
Мара Земдега родилась в 1935 году в семье скульптора Карлиса Земдеги.
Была актрисой Валмиерского драматического театра и Театра драмы им. А. Упита (Национального театра). Снималась в кино. Первое появление на экране состоялось в 1967 году на Рижской киностудии в приключенческой ленте режиссёра Алоиза Бренча «Когда дождь и ветер стучат в окно», где она сыграла роль Руты Думпе.

## Фильмография
- 1967 — Когда дождь и ветер стучат в окно — Рута
- 1970 — Республика Вороньей улицы
- 1972 — Афера Цеплиса
- 1974 — Не бойся, не отдам!
- 1975 — В клешнях чёрного рака
- 1983 — Оборотень Том
- 1983 — Выстрел в лесу — Альвина
- 1993 — Красная жара